# Cellmax
CellMax Technologies är en svensk tillverkare av antenner som används till basstationer i mobiltelefonisystem.
Företaget grundades år 2001 och har sitt huvudkontor i Kista utanför Stockholm, med dotterbolag i Singapore och USA. Produktion av antennerna sker hos SweProd AB på Gotland och hos Gelab. År 2012 öppnade CellMax Technologies en fabrik utanför Warszawa. Företaget hade år 2011 en omsättning på 250 miljoner kronor.
År 2012 var Cellmax Technologies nominerade till Stora Exportpriset, men vann inte och Telecoms.com LTE Awards.
Cellmax Technologies tilldelades Technologies Deloitte Technology Fast 500 EMEA 2011 status som ett av de 500 snabbast växande teknikföretagen i Europa, Mellanöstern och Afrika.
Cellmax Technologies investerade 20 miljoner kronor i ett nytt forskningscenter och antennlaboratorium i Kista. Anläggningen som beskrivs som ett av världens främsta ska användas för att forska fram nästa generations basstationsantenner. Kung Carl XVI Gustaf och Prins Daniel invigde anläggningen sommaren 2012 tillsammans med globala industriledare inom telekom och utländska ambassadörer.

## Patent
- SE526987 Matningsnät för antenner. Detta patent lämnades in 2004-04-15.
- SE528289 Antenn med koaxialkontaktdon. Detta patent lämnades in 2004-07-09.
- SE531633 Antennarrangemang. Detta patent lämnades in 2007-09-24.
- SE531826 Antennarrangemang. Detta patent lämnades in 2007-09-24.
- SE534968 Antennarrangemang. Detta patent lämnades in 2010-10-28.